# WASTE
WASTE é um software e um protocolo P2P para colaboração anônima, segura e criptografada, que permite aos usuários compartilhar idéias mutuamente através de uma interface de bate-papo e ainda permite compartilhar dados através de um sistema de download. WASTE possui segurança RSA e é considerada uma ferramenta que possui um dos mais seguros protocolos de conexão P2P atualmente em desenvolvimento.